# Ultrafiltració (renal)

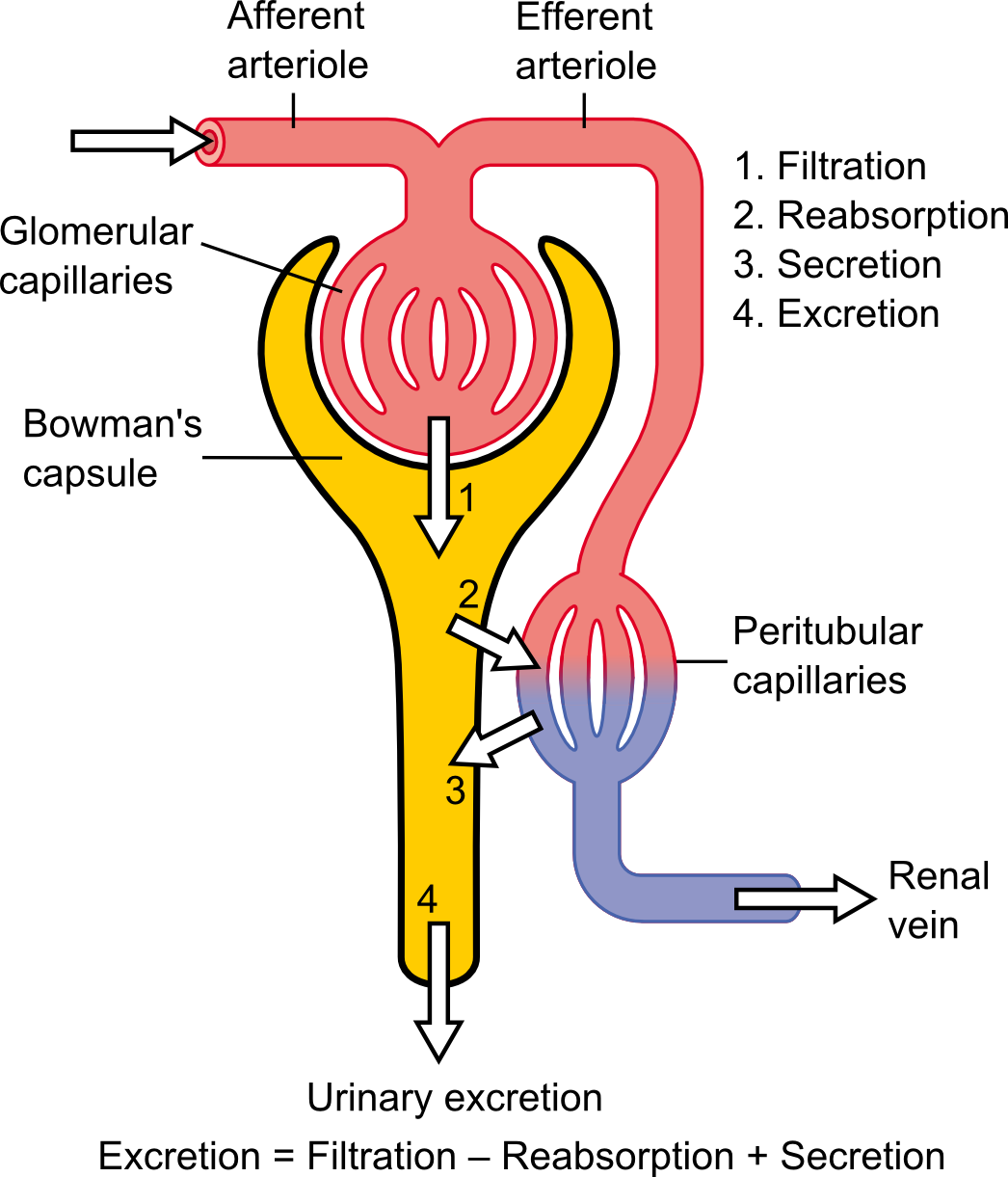
Diagrama que mostra els mecanismes fisiològics bàsics del ronyó

En la fisiologia renal, la ultrafiltració es produeix a la barrera entre la sang i el filtrat a la càpsula glomerular (Càpsula de Bowman) als ronyons. Com en exemples no biològics d'ultrafiltració, la pressió (en aquest cas la pressió arterial) i els gradients de concentració condueixen a una separació a través d'una membrana semipermeable (proporcionada pels podòcits). La càpsula Bowman conté una densa xarxa capil·lar anomenada glomèrul. La sang flueix capil·lars a través de les arterioles aferents i es deixa a través de les arterioles eferents.
L'alta pressió hidroestàtica obliga a les molècules petites en el líquid tubular, com l'aigua, la glucosa, els aminoàcids, el clorur de sodi i la urea a través del filtre, de la sang a la càpsula glomerular a través de la membrana basal de la càpsula Bowman i als túbuls renals. Aquest procés s'anomena ultrafiltració; el fluid resultant, pràcticament lliure de proteïnes grans i cèl·lules sanguínies, es coneix com a filtrat glomerular o ultrafiltrat. Una altra modificació de l'ultrafiltrat, mitjançant la reabsorció i la secreció, la transforma en orina.
La pressió glomerular és d'uns 75 mil·límetres de mercuri (10 kPa). S'oposa per pressió osmòtica (30 mmHg, 4,0 kPa) i pressió hidroestàtica (20 mmHg, 2,7 kPa) de soluts presents en l'espai capsular. Aquesta diferència de pressió s'anomena pressió efectiva (25 mmHg, 3,3 kPa).
En els centres d'hemodiàlisi, es produeix ultrafiltració en les màquines d'hemodiàlisi quan la pressió venosa és superior a la pressió transmembrana (TMP). Això neteja tota la sang mentre manté intactes les cèl·lules de la sang.

## Selectivitat
Les estructures de les capes del glomèrul determinen la seva selectivitat de permeabilitat vascular (permselectivitat). Per exemple, els ions petits com el sodi i el potassi passen lliurement, mentre que les proteïnes plasmàtiques més grans, com ara tetràmeres d'hemoglobina, hemoglobina unida a l'haptoglobina i l'albúmina, pràcticament no tenen cap permeabilitat. A més, les molècules carregades negativament passaran molt menys freqüentment que les carregades positivament.

## Ultrafiltració lenta i contínua
La ultrafiltració lenta i contínua (SCUF) és un mètode artificial que imita aproximadament la funció d'ultrafiltració dels ronyons. SCUF és una teràpia renal de reemplaçament contínua (CRRT) que s'utilitza generalment per eliminar el fluid dels pacients amb sobrecàrrega de fluids que pateixen insuficiència renal aguda. Durant SCUF, la sang s'elimina del cos i es passa a través d'un circuit extracorpori a través d'un hemofiltre i es retira un percentatge determinat d'aigua de plasma basat en una recepta. Normalment, no s'eliminen més de 2 litres d'hora de líquid. La sang restant es torna al pacient. A diferència de l'hemodiàlisi, en la hemofiltració i la hemodiafiltració, no s'utilitzen líquids de diàlisi ni de reemplaçament.